# أمريكا المفتوحة 1969
قائمة بالأبطال في بطولة 1969 أمريكا المفتوحة:

## الكبار

### فردي رجال
رود لافر هزم  توني روتشي 7-9 6-1 6-3 6-2

### فردي سيدات
مارغريت كورت هزم  نانسي ريتشي 6-2 6-2

### زوجي رجال
كين روزوال و فريد ستول هزم  تشارلي باساريل و دينيس رالستن 2-6 7-5 13-11 6-3

### زوجي سيدات
فرانسيس دور و دارلين هارد هزم  مارغريت كورت و فيرجينا ويد 0-6 6-4 6-4

### زوجي مختلط
مارتي رايسن و مارغريت كورت هزم  دينيس رالستن و فرانسيس دور 7-5 6-3

## الشباب

### فردي أولاد
بدأت هذه البطولة في 1973

### فردي بنات
بدأت هذه البطولة في 1974

### زوجي أولاد
بدأت هذه البطولة في 1987

### زوجي بنات
بدأت هذه البطولة في 1987